# Heinrich Brennwald
Pour les articles homonymes, voir Brennwald.
Heinrich Brennwald (né en 1478, mort en avril 1551 à Zurich) est un ecclésiastique et chroniqueur suisse. Il est à l'origine de la Schweizerchronik, une chronique découpée en quatre parties rédigées entre 1508 à 1516. L'œuvre figure parmi les premières relatant l'histoire de la Confédération de manière réaliste. Dans la deuxième partie de sa vie, il occupe des postes importants comme celui d'administrateur du couvent de Töss entre 1528 et 1536. 
L'une de ses filles se marie avec le chroniqueur Johannes Stumpf auquel il transmet la passion de l'écriture et de l'histoire.